# Gesicherter Gewerblicher Strategischer Seetransport
Der Gesicherte Gewerbliche Strategische Seetransport (GGSS) ist ein leistungsvertragliches Kooperationsverhältnis der Bundesrepublik Deutschland und Dänemarks mit einem privaten Unternehmen.
Die Bundeswehr hat zusammen mit den dänischen Streitkräften einen Vertrag mit einer privaten dänischen Reederei geschlossen, der Det Forenede Dampskibs-Selskab. In diesem Vertrag hat sich die Bundeswehr im Rahmen des ARK-Projektes Transportkapazitäten auf Roll-on-/Roll-off-Schiffen gesichert.
Die Bundeswehr bucht einerseits bestimmte Kapazitäten für einen festgelegten Zeitraum fest (Charter) und kann andererseits zusätzlichen Transportraum mit vertraglich festgelegten Abrufzeiten nutzen (Vorhaltecharter). Es handelt sich um einen Anwendungsfall der öffentlich-privaten Partnerschaft.